# Marszew (województwo wielkopolskie)
Marszew – wieś w Polsce położona w województwie wielkopolskim, w powiecie pleszewskim, w gminie Pleszew.
W latach 1975–1998 miejscowość administracyjnie należała do województwa kaliskiego.
We wsi mieści się Zespół Szkół Przyrodniczo-Politechnicznych Centrum Kształcenia Ustawicznego, Młodzieżowy Ośrodek Wychowawczy oraz Wielkopolski Ośrodek Doradztwa Rolniczego.